# Rogers Centre
Rogers Centre is het honkbalstadion van de Toronto Blue Jays uitkomend in de Major League Baseball.
Rogers Centre (voorheen SkyDome) is een multifunctioneel stadion in het centrum van Toronto. Het stadion werd op 3 juni 1989 geopend. Het was het allereerste stadion met een volledig beweegbaar dak. Op 2 februari 2005 werd de naam SkyDome gewijzigd in Rogers Centre.
De honkbalclub Toronto Blue Jays (MLB) is sinds de opening in 1989 de vaste bespeler van het stadion, waar eerder ook andere sportclubs te zien waren, zoals de American footballclub Buffalo Bills (NFL) die hier van 2008 tot en met 2013 de Bills Toronto Series speelden. Verder speelden vanaf de opening in 1989 tot en met 2015 de Canadian footballclub Toronto Argonauts (CFL) hier hun wedstrijden. De basketbalclub Toronto Raptors (NBA) speelde hier van 1995 tot en met 1999. Af en toe speelt ook de voetbalclub (Toronto FC) (MLS) hier een wedstrijd. Het stadion wordt ook gebruikt voor evenementen, zoals Disney On Ice, autoshows en professionele worstelwedstrijden.

## Feiten
- Geopend: 3 juni 1989
- Ondergrond: Kunstgras (AstroTurf 3D Xtreme)
- Constructiekosten: 570 miljoen CAD $
- Architect(en): Robbie Young + Wright / IBI Group Architects
- Bouwer: Adjeleian Allen Rubeli Ltd.
- Capaciteit: Honkbal 49.282 (2017)
- Adres: Rogers Centre, 1 Blue Jays Way, Toronto, ON M5V 1J1 (Canada)

## Veldafmetingen honkbal
- Left Field Line: 328 feet (100 meter)
- Left Centre Power Alley: 375 feet (114,3 meter)
- Center Field: 400 feet (122 meter)
- Right Centre Power Alley: 375 feet (114,3 meter)
- Right Field Line: 328 feet (100 meter)